# Anke Engelke
Anke Christina Engelke (Montréal, 21 dicembre 1965) è una comica, attrice e doppiatrice tedesca.

## Biografia
Nata in Canada, si è trasferita in Germania, a Colonia, da piccola. Dal 1979 al 1986 ha condotto un programma per bambini in televisione.
È stata sposata dal 1994 al 2000  con il tastierista Andreas Grimm, col quale ha avuto una figlia, Emma Grimm. In seguito è stata legata al musicista Claus Fischer, col quale ha avuto due figli, Aaron e Lasse Fischer.
Dal 1996 al 2000 ha fatto parte del cast del programma Die Wochenshow, in onda su Sat.1. Ha doppiato il personaggio di Dory nella versione tedesca del cartone animato Alla ricerca di Nemo (2003).
Ha avuto successo anche con il programma comico Ladykracher, in onda sempre su Sat.1 negli anni 2000.
Nel 2004 ha presentato il talk-show Anke Late Night.
Nel 2006 ha sostituito la defunta Elisabeth Volkmann al doppiaggio di Marge Simpson ne I Simpson.
Nel maggio 2011 ha co-condotto l'Eurovision Song Contest 2011 tenutosi a Düsseldorf con Stefan Raab e Judith Rakers.

## Filmografia parziale

### Televisione
- Kommissarin Lucas - serie TV, 16 episodi (2007-2016)
- The Last Word (Das Letzte Worte) - serie TV, 6 episodi (2020)

## Doppiatrici italiane
Nelle versioni in italiano delle opere in cui ha recitato, Anke Engelke è stata doppiata da:
- Giò Giò Rapattoni in The Last Word